# Pamela Green
Phyllis Pamela Green (Kingston upon Thames, 18 marzo 1929 – Isola di Wight, 7 maggio 2010) è stata una modella, attrice e editrice britannica.
Celebre negli anni cinquanta e sessanta del XX secolo come modella glamour e pin-up, ha posato per i fotografi Zoltán e Stephen Glass, Bill Brandt, Joan Craven, Bertram Park, George Pickow e John Everard. È stata una delle principali modelle di nudo del fotografo e regista Harrison Marks, di cui è stata amante e musa dal 1952 al 1961.
Nella sua carriera ha utilizzato anche gli pseudonimi Elvis Alexis Hernández e Rita Landre.

## Biografia
Phyllis Pamela Green nasce a Kingston upon Thames, nel Surrey, Inghilterra, Regno Unito, il 28 marzo 1929. Cresce a West Wickham e successivamente frequenta la Saint Martin's School of Art nel centro di Londra. Inizia a lavorare come modella per pagarsi gli studi alla scuola d'arte, passando alla fotografia poiché più remunerativa. In questo periodo lavora anche come ballerina esibendosi nel Quartiere Latino a The London Casino (noto anche come Prince Edward Theatre) e alle Folies Bergère di Bernard Delfont all'Hippodrome di Londra. All'inizio della sua carriera, mentre frequenta ancora la scuola d'arte, Pamela Green viene fotografata da Bill Brandt, Zoltán Glass e Angus McBean.
Nel 1954, Green inizia a fornire le librerie e le edicole del quartiere londinese di Soho, con le sue serie di cartoline di fotografie glamour, per integrare il suo lavoro di modella. Nel 1955, la Luxor Press pubblica una monografia illustrata su di lei con le fotografie di Harrison Marks, intitolata Pamela.
La sua crescente notorietà la spinge a fondare, assieme ad Harrison Marks, la casa editrice Kamera Publications Ltd., in cui Pamela Green assume il ruolo di amministratore delegato, e che pubblica diverse riviste, tra cui Kamera è quella di maggior successo. Kamera è la prima rivista glamour di rilievo nel Regno Unito e apre la strada all'industria editoriale di alto livello del paese. Con il crescere del loro successo, si avventurano nella produzione di pellicole cinematografiche in 8mm, formato comunemente utilizzato per la visione domestica.
La sua prima apparizione cinematografica è nel thriller psicologico di Michael Powell L'occhio che uccide (Peeping Tom, 1960), in cui interpreta il personaggio di Milly. Lo stesso anno interpreta anche tre cortometraggi nudie diretti da Harrison Marks: Xcitement!, Art for Art’s Sake, Witches' Brew e Gypsy Fire. Nel 1961 interpreta la piccola parte non accreditata dell'infermiera nella lavanderia, nel celebre film di fantascienza britannico diretto da Val Guest, ...e la Terra prese fuoco (The Day the Earth Caught Fire, 1961). Sempre nel 1961 appare poi nel film nudista scritto e diretto da Harrison Marks Naked as Nature Intended, distribuito negli Stati Uniti con il titolo As Nature Intended,.
Nel 1961, la relazione tra Pamela Green ed Harrison Marks ha termine, ma i due continuano a collaborare ugualmente a livello professionale. Verso la metà degli anni sessanta, Harrison Marks si concentra sempre di più sul cinema. Kamera cessa le pubblicazioni nel 1968. Marks ha sempre riconosciuto il suo debito nei confronti di Pamela Green e nella sua biografia The Naked Truth afferma: "Pam mi ha incastrato. È stata lei a dare inizio a tutto". Dopo essere apparsa nel 1963 in un altro piccolo ruolo nel film  The Chimney Sweeps, diretto da Dudley Birch, nel 1964 compare in un episodio della serie televisiva dell'emittente britannica ITV This Week.
Pamela Green prosegue la sua carriera di modella, posando per il suo nuovo compagno, il fotografo Douglas Webb. Diviene anche la sua assistente di ripresa, lavorando per le principali case cinematografiche londinesi: prende parte, in qualità di fotografa non accreditata, tra le altre cose, anche al film del 1967 James Bond 007 - Casino Royale, una parodia della serie di film di James Bond, interpretato da un cast stellare che vede protagonisti, tra gli altri: David Niven, Peter Sellers, Ursula Andress, Orson Welles, John Huston, William Holden, Daliah Lavi, Woody Allen, Deborah Kerr, Jean-Paul Belmondo, Barbara Bouchet e Jacqueline Bisset. Tra sue ultime partecipazioni figurano piccoli ruoli nei film Legend of the Werewolf (1975), diretto da Freddie Francis, e Under the Bed (1977), diretto da David Grant.
Nel 1992 scrive la prefazione al libro di David McGillivray Doing Rude Things, libro ristampato nel 2017. Una versione televisiva di Doing Rude Things viene prodotta dalla BBC nel 1995, in cui Pamela Green viene intervistata.
Muore il 7 maggio 2010 all'età di 81 anni sull'Isola di Wight, a causa di una leucemia.

## Vita privata
Nel settembre 1951, Pamela Green sposa il macchinista Guy Hillier, ma i due si separano dopo appena un mese dal matrimonio, divorziando nel 1965. Dal 1952 al 1961 ha una relazione con il fotografo e regista Harrison Marks, prendendone il cognome e con il quale convive in questi anni. Il suo terzo compagno è il fotografo Douglas Webb, con il quale vive fino alla sua morte, avvenuta nel dicembre del 1996. I due inizialmente risiedono in una villa vittoriana sull'Isola di Wight e, nel 1993, si trasferiscono in una casa a schiera a Yarmouth, dove Pamela Green è membro dello Yarmouth Women's Institute.

## Filmografia

### Cinema
- L'occhio che uccide (Peeping Tom), regia di Michael Powell (1960)
- Xcitement!, regia di Harrison Marks - cortometraggio (1960)
- Art for Art’s Sake, regia di Harrison Marks - cortometraggio (1960)
- Witches' Brew, regia di Harrison Marks - cortometraggio (1960)
- ...e la Terra prese fuoco (The Day the Earth Caught Fire), regia di Val Guest (1961)
- Gypsy Fire, regia di Harrison Marks - cortometraggio (1961)
- Naked as Nature Intended, regia di Harrison Marks (1961)
- The Chimney Sweeps, regia di Dudley Birch (1963)
- The Naked World of Harrison Marks, regia di Harrison Marks (1965)
- Otto und die nackte Welle, regia di Günther Siegmund (1968)
- Legend of the Werewolf, regia di Freddie Francis (1975)
- Under the Bed, regia di David Grant (1976)

### Televisione
- This Week - serie TV (1964)
- Doing Rude Things, regia di Kristiene Clarke - documentario TV (1995)
- A Very British Psycho, regia di Chris Rodley - documentario TV (1997)
- X-Rated - miniserie TV, puntata 1 (2004)
- Sex in the 70s - serie TV, episodio 1x01 (2004)
- Balderdash & Piffle - serie TV, episodio 2x03 (2007)

## Libri
- (EN) Pamela Green, Naked as Nature Intended. The Epic Tale of a Nudist Picture, Douglas Webb (fotografie), Alton, Suffolk & Watt, 2013, ISBN 978-09-54598-59-4.